# Mont Chabrier
Le mont Chabrier est un sommet du massif du Meygal, culminant à 1 230 m d'altitude, dans le Velay en France.

## Géographie

### Situation
La montagne se trouve sur la commune de Queyrières dans le département de la Haute-Loire.

### Géologie
Le sous-sol du mont Chabrier est constitué de trachyte et de phonolite avec des inclusions de baguettes d'amphibole d'environ un millimètre et de sphène. Le mont se présente sous la forme d'un piton péléen ayant percé la couche de granite. Une dévitrification est observée, résultant de l'éruption de magma à des températures comprises entre 600 et 800 degrès.

### Hydrographie
La Sumène y prend sa source à proximité.

## Activités

### Protection environnementale
Le mont est répertorié dans la ZNIEFF de type 2 « Mézenc - Meygal ».

### Randonnée
Le sommet est parcouru par un sentier de petite randonnée.